# Velké Bílovice
Velké Bílovice (pronunție în cehă [ˈvɛlkɛː ˈbiːlovɪtsɛ]) este un oraș din Cehia, în districtul Břeclav, regiunea Moravia de Sud. Este situat la aproximativ 45 km sud-est de Brno și la 80 km nord-est de Viena. Are o populație de 3.907 locuitori (2019). Este cel mai mare oraș viticol din Republica Cehă, cu mai mult de 750 de hectare de podgorii.

## Galerie de imagini

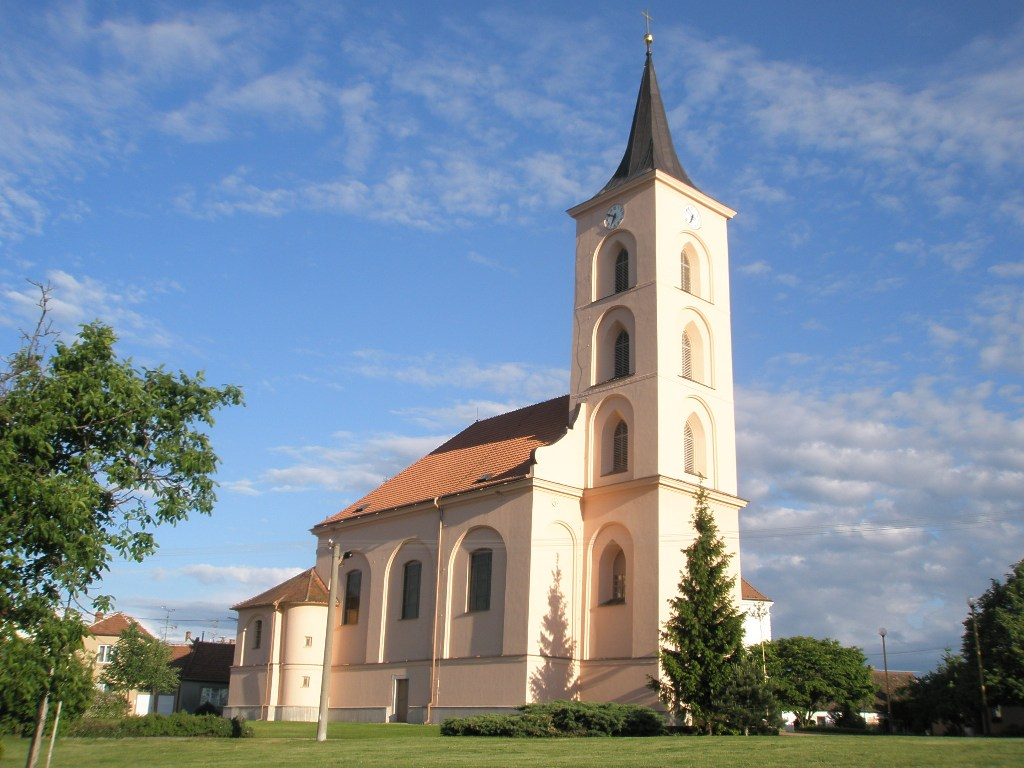
Biserica „Naşterea Maicii Domnului”.
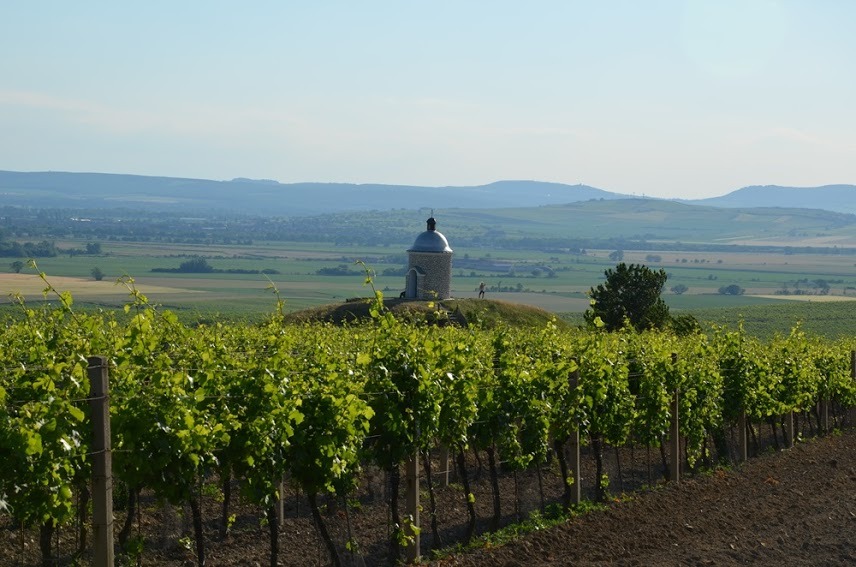
Capela de pe dealul Hradištěk înconjurată de podgorii.
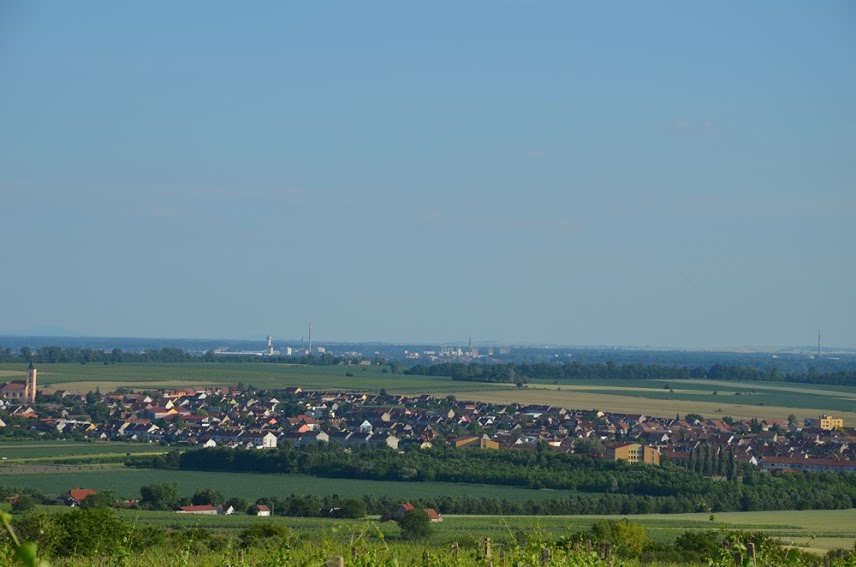
Velké Bílovice văzut dinspre nord. În depărtare se poate vedea orașul Břeclav (la 10 km distanță).
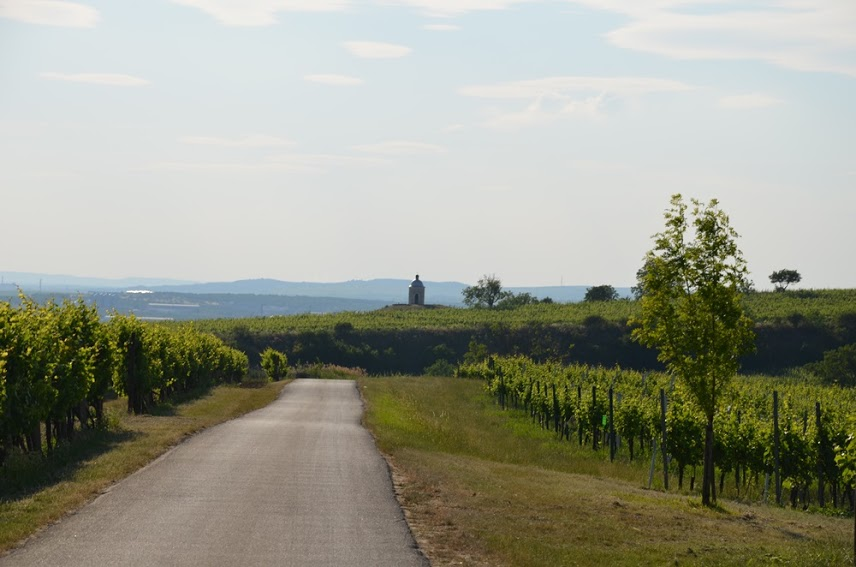
Drumul dintre podgorii care duce la capelă.
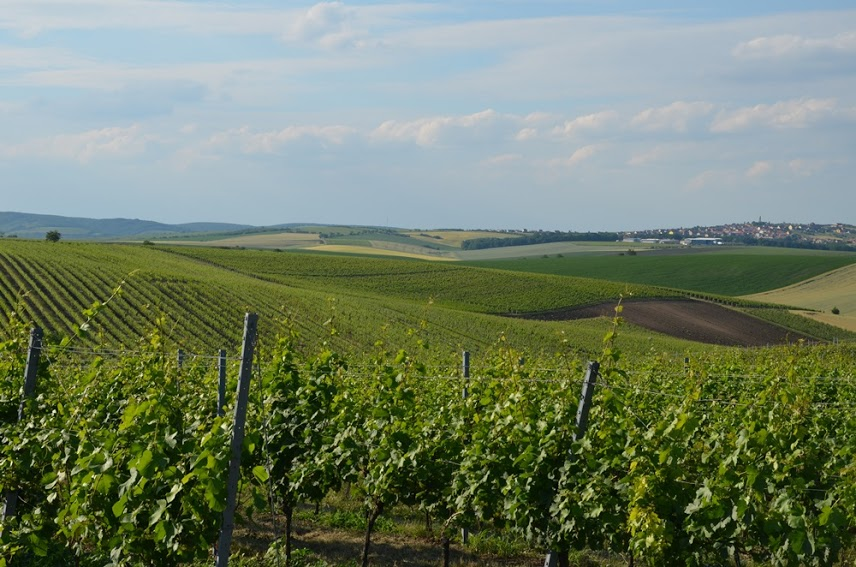
Vedere spre nord, pe drumul spre capelă. În depărtare se poate vedea satul Vrbice.